# Super Turrican (Super Nintendo)
Pour le jeu NES, voir Super Turrican (NES).
Super Turrican est un jeu vidéo de type run and gun développé par Factor 5 et sorti en 1993 sur Super Nintendo.

## Accueil
- IGN : 8,5/10 (Wii)[1]